# Elena Zamora
Elena Zamora (numele de scenă al Elenei Stănescu; n. 7 februarie 1897, Ploiești, România – d. 8 iulie 1974, București, România) a fost o cântăreață română de operă, operetă și vodevil, cunoscută pentru rolurile pe scena Teatrului de Revistă „Constantin Tănase” și pentru spectacolele organizate de voluntari în timpul Primului Război Mondial. A fost distinsă cu titlul de Artist Emerit.

## Biografie
Elena Stănescu s-a născut în Ploiești. După primii ani ai copilăriei petrecuți în orașul natal, familia ei s-a stabilit la București. Aici, Elena a urmat studii de canto la Conservatorul „Ciprian Porumbescu”.
Elena Stănescu a debutat la vârsta de 17 ani, într-o trupă de voluntari care cântau pentru soldații răniți în timpul războiului, condusă de George Enescu, alături de Maria Ventura, Zavaidoc și Fănică Luca. Împreună, au participat la spectacolul în care a fost decorată Ecaterina Teodoroiu, la Teatrul „Mihai Eminescu” din Botoșani.
Primul rol a fost pe scena Teatrului Național din Iași, în opereta Mam’zelle Nitouche. A fost momentul în care a preluat numele de scenă Elena Zamora, după denumirea unui cartier din apropiere de Azuga. În continuare, a evoluat pe scene din București, în spectacole de revistă. Printre partenerii ei de scenă s-au aflat: Lucia Calomeri, Ion Armășescu, Gheorghe Timică, Constantin Tănase, Alexandru Critico, Ion Manu, Victor Antonescu, Mia Teodorescu și Nicolae Niculescu-Buzău.
În 1922, Elena Zamora plecat în Paris, unde a debutat pe scena Teatrului „Palace”. Au urmat spectacole susținute în Franța și colaborări cu artiști români precum Zavaidoc și Constantin Tănase. Tot în această perioadă, a cântat în turnee în diferite țări europene, dintre care cele mai multe reprezentații le-a susținut în Italia, unde a revenit de trei ori de-a lungul vieții.
Revenită în țară, a jucat la Teatrul de Revistă „Constantin Tănase”, care pe atunci se numea Teatrul Cărăbuș. Pe lângă activitatea în domeniul teatrului, Elena Zamora a realizat o serie de conferințe radio alături de poetul Horia Furtună și de pianistul Alfred Pagony. În 1964, Elena Zamora a publicat volumul autobiografic Am slujit cântecul: amintiri după 50 de ani de teatru.

## Roluri reprezentative

Document scris de Elena Zamora

- Mam’zelle Nitouche de Florimond Ronger
- Baba Hîrca, operetă de Alexandru Flechtenmacher pe text de Matei Millo
- Péricola de Jacques Offenbach
- Vânzătorul de păsări de Carl Zeller
- Faust de Charles Gounod
- Manasse de Ronetti Roman
- Clareta-n concentrare
- Di Granda
- Țara lui Hűbsch
- Extemporalul
- La mascotte de Edmond Audran
- La fille de Madame Angot de Charles Lecocq
- Răpirea din Serai de Wolfgang Amadeus Mozart
- Florette și Patapon de Maurice Hannequin
- Zvăpăiata de Walter Kollo
- Ura Cărăbuș de Nicolae Kirițescu
- La lozul Cărăbușului de Nicolae Kirițescu
- Nevasta pantofarului de Federico Garcia Lorca
- N-a fost nuntă mai frumoasă de Nicolae Kirculescu
- Aculina de Iosif Kovner
- Ana Lugojana de Filaret Barbu
- Culegătorii de stele de Florin Comișe
- Lăsați-mă să cânt de Gherase Dendrino
- Liliacul de Johann Strauss

## Distincții
- titlul de Artist Emerit al Republicii Populare Romîne (7 martie 1956) „cu prilejul împlinirii a cinci ani de activitate a Teatrului de stat de operetă și pentru merite deosebite în muncă”[11][3]
- Ordinul Muncii clasa a III-a (9 decembrie 1961) „pentru merite deosebite în muncă, cu prilejul împlinirii a 50 de ani de activitate artistică”[12]
- Ordinul „Meritul Cultural” clasa a II-a (12 septembrie 1968) „pentru merite deosebite în activitatea muzicală”[13]

## Aprecieri critice
Criticul N. Irimescu o apreciază pe solista Elena Zamora drept „cântăreață-poetă, vedetă a operetei și vodevilului de odinioară”, cu un bogat palmares internațional și care s-a bucurat de succes în toate genurile de teatru.
Victor Eftimiu remarcă, pe lângă talentul ei interpretativ, și aptitudini poetice, ceea ce, potrivit acestuia, conferă autenticitate rolurilor pe care le interpretează, indiferent de genul abordat.